# 保羅·科林伍德
保羅·科林伍德，MBE（1976年5月26日—）是一位英格蘭板球運動員。他現在效力於達漢姆鄉村板球俱樂部並且擔任球隊的隊長。他也代表英格蘭板球代表隊參賽。